# NGC 6010
NGC 6010 é uma galáxia espiral (S0-a) localizada na direcção da constelação de Serpens. Possui uma declinação de +00° 32' 35" e uma ascensão recta de 15 horas, 54 minutos e 18,9 segundos.
A galáxia NGC 6010 foi descoberta em 3 de Maio de 1786 por William Herschel.